# Plantatge d'aigua
El plantatge d'aigua (Alisma plantago-aquatica), és una espècie de planta amb flors de la família de les alismatàcies, nadiua de l'hemisferi nord que es troba en el llot o en aigües dolces.
Addicionalment pot rebre els noms de alisma, coleta, llengua bovina, llengua de bou, llenguot de riu, orella de burro, orella de llebre i punta de llança. També s'ha recollit la variant lingüística plantatge d'aigu.
Es creu que la paraula alisma prové de l'idioma celta i significa 'aigua', fent referència a l'hàbitat on viu. Els primers botànics en deien Plantago per la similitud amb les fulles dels plantatges.

## Descripció

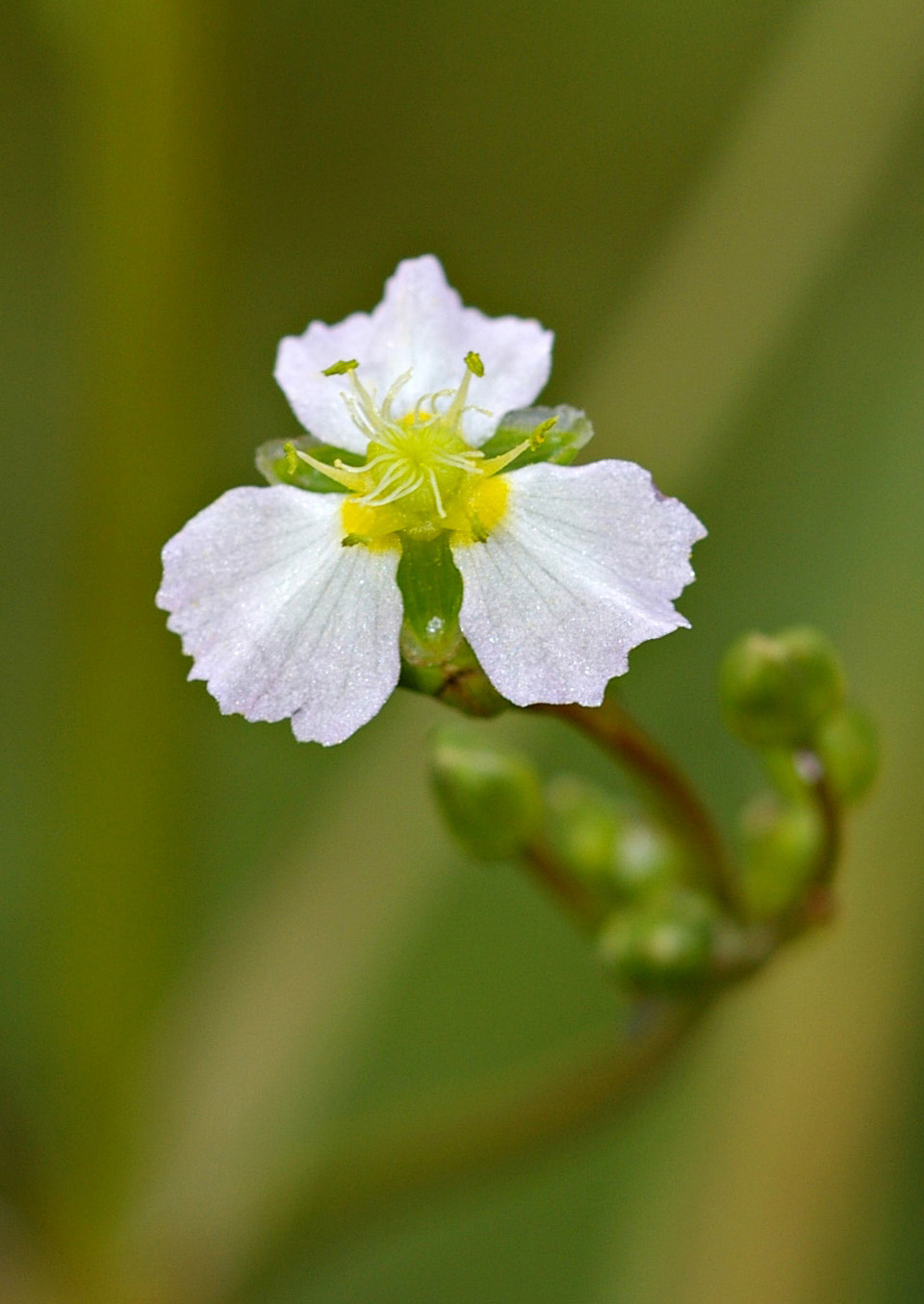
Flor

És una planta glabra que creix en aigües somes, té una rel fibrosa i diverses fulles llargues de 15–30 cm, i una tija triangular d'1 m d'alt.
En la seva inflorescència hi ha moltes floretes d'1 cm de diàmetre amb tres pètals arrodonits. Les flors s'obren al vespre. Floreix de juny a agost.

## Ús tradicional
Segons la Flora de Rússia (1934), amb les arrels se'n feia una pols medicinal per guarir la ràbia. Les fulles fresques es fan servir en homeopatia. Aquesta espècie es confon de vegades amb les similars Alisma orientale o Alisma lanceolatum. No s'ha de confondre amb Scutellaria lateriflora.

## Recerca
Els estudis in vitro i en animals indiquen que els extractes d'Alisma plantagoaquàtica o els seus constituents aïllats poden tenir activitats biològiques, incloent:
- activació del receptor de peroxisoma[4]
- propietats hepoprotectores[5]
- efectes antial·lèrgics[6][7]

## Química
El rizoma conté alisol A 24-acetat i alisol B 23-acetat.